# Neulauterburg
Neulauterburg ist politisch ein Ortsteil der Ortsgemeinde Berg (Pfalz) im Landkreis Germersheim in Rheinland-Pfalz und geographisch das nördlichste Viertel des deutsch-französischen Ortes Lauterburg am östlichen Rand des Bienwaldes. Der größere Teil dieses Ortes gehört politisch zur französischen Stadt Lauterbourg.

## Geographie
Der Ortsteil liegt an der deutsch-französischen Grenze zwischen dem deutschen Ort Berg (Pfalz) und der französischen Stadt Lauterbourg im Osten des Bienwaldes. Die Lauter verläuft südlich des Ortes auf französischem Gebiet.

## Geschichte
Durch Neulauterburg verlief die römische Rheinuferstraße von Basel nach Mainz. Die Geschichte Neulauterburgs ist eng mit der Geschichte von Berg (Pfalz) sowie Lauterbourg verzahnt.
Außerhalb von Lauterbourg, etwa 150 Meter vom Landauer Stadttor entfernt, lagen jenseits der Lauter ein zu Lauterbourg gehörendes Festungsgelände und eine Ziegelei. Diese wurden 1815 durch ein Dekret des Kaisers Napoleon von der Lauterbourger Gemarkung abgetrennt und nach Berg eingemeindet, da die Lauter von nun an die natürliche Grenze bildete. Nach dieser Abtrennung sahen einige Bewohner von Lauterbourg die vorteilhafte Lage des Weilers, da die Straßen nach Kandel und Hagenbach sowie die Wege nach Scheibenhardt und Schaidt verkehrsgünstig an diesem Knotenpunkt lagen, und ließen sich dort nieder. Neulauterburg erlebte eine rasante Entwicklung. Alle Häuser des Weilers, neun an der Zahl, waren Gasthäuser oder Läden, und es wurden viele Zuzüge und Niederlassungen verzeichnet.
Am 1. Mai 1816 kamen der Weiler Neulauterburg sowie die Gemeinde Berg aufgrund des geschlossenen Staatsvertrags vom 14. April 1816 zwischen Österreich und Bayern zum Königreich Bayern. Sie gehörten nun dem bayerischen Kanton Kandel an.
Die Straße zwischen Berg und Neulauterburg wurde 1842 gebaut, hierfür wurden für Erdarbeiten und Kieslieferungen 2258,32 Gulden veranschlagt. 1860 begann der Ausbau des Verbindungswegs Neulauterburg–Scheibenhardt. Der Ausbau des Kommunikationsweges in Form einer 7 Zentimeter starken Kieslage kostete insgesamt 1030 Gulden, die die Gemeinde Berg selbst tragen musste.
Während des Deutsch-Französischen Krieges 1870–1871 starben aus der Gemeinde Berg inklusive Neulauterburg 3 Männer.
Mit Beginn des Zweiten Weltkrieges lagen Neulauterburg sowie Berg in der „Roten Zone“, dies war das insgesamt 10 km breite und 400 km lange Freimachungsgebiet entlang der deutsch-französischen Grenze im Vorfeld und zwischen den Wehranlagen des Westwalles. In der Zeit vom 3. September 1939 bis Mai 1940 sowie ab dem 14. Dezember 1944 wurden die Bewohner evakuiert. Im Januar 1945 war die Rückkehr für die Bewohner wieder möglich, ehe am 1. Mai 1945 der Befehl der französischen Besatzung zur dritten, sofortigen und totalen Räumung einging. Obwohl der Krieg sich hier schon zum Ende neigte, ordnete die französische Führung am 6. und 7. Mai 1945 den „Niemandslandbefehl“ an. In diesem Zuge sollten alle Orte, die weniger als 5 km von der Grenze entfernt lagen, dauerhaft geräumt und zum Niemandsland werden. Dies war die dritte Evakuierung der Bewohner der Gemeinde. Dieser Befehl wurde bald darauf wieder aufgehoben und die Bevölkerung durfte im Laufe des Juni und Juli 1945 wieder dauerhaft in die Heimat zurückkehren.
Nach dem Ende des Zweiten Weltkrieges wurde in Neulauterburg 1948 ein provisorisches Zollgebäude für 500 Mark errichtet. Dieses wurde im Jahr 1956 durch ein neues Zollgebäude ersetzt, die Baukosten beliefen sich auf 90.000 Mark, und 1964 nochmals erweitert. Neulauterburg war zu Beginn der 1960er Jahre der größte Grenzumschlagplatz in Rheinland-Pfalz. Allein auf deutscher Seite waren über 60 Zollbeamte tätig. Neben dem Personenverkehr fertigten sie noch 50.000 Lastkraftwagen pro Jahr ab. 1985 wurde der Warenverkehr über den neu errichteten Grenzübergang Bienwald bei Scheibenhardt geleitet. 1991 wurde die Kontrolle des Personenverkehrs, Jahre vor Verwirklichung des EG-Binnenmarktes, eingestellt.
1975 errichtete die Kreisverwaltung Germersheim auf einer ehemaligen Sandgrube eine Mülldeponie, deren Ablagerungsphase 2009 endete.
Nachdem der Zollpavillon nicht mehr für den Zoll benötigt wurde, fand im Jahr 2001 der Umbau statt. Der bestehende Zollpavillon wurde für 250.000 Euro erweitert und umgestaltet. Seitdem befindet sich im Zollpavillon ein Museum, das die Grenzlandgeschichte aufarbeitet. In den Räumlichkeiten befindet sich auch ein Bistro.
In Neulauterburg wurde im Jahr 2007 ein Gewerbegebiet geschaffen, das eine Fläche von 48.200 m² umfasst.

## Bevölkerung

### Einwohnerentwicklung
| Jahr | Einwohner     |
| ---- | ------------- |
| 1815 | nicht bekannt |
| 1852 | 81            |
| 1873 | 67            |
| 1880 | 79            |
|      |               |

## Kultur und Sehenswürdigkeiten

### Kulturdenkmäler
In Neulauterburg gibt es mehrere Fachwerkhäuser, die unter Denkmalschutz stehen.
| Bezeichnung                  | Lage                                      | Baujahr                           | Beschreibung                                                                                   |
| ---------------------------- | ----------------------------------------- | --------------------------------- | ---------------------------------------------------------------------------------------------- |
| Gasthaus Zum Bayerischen Hof | Hagenbacher Straße 6                      | erste Hälfte des 19. Jahrhunderts | stattliches Fachwerkhaus, teilweise massiv, erste Hälfte des 19. Jahrhunderts                  |
| Wohnhaus                     | Kandeler Straße 11                        | erste Hälfte des 19. Jahrhunderts | eingeschossiger Fachwerkbau, Mansarddach, erste Hälfte des 19. Jahrhunderts                    |
| Wohnhaus                     | Scheibenhardter Straße 13                 | 1825                              | eingeschossiger Fachwerkbau, teilweise massiv, erste Hälfte des 19. Jahrhunderts (erbaut 1825) |
| Wegekreuz                    | an der Straße von Neulauterburg nach Berg | 1880                              | Kruzifix                                                                                       |

### Museen
In Neulauterburg gibt es im sogenannten „Zollmuseum“ eine Ausstellung zur Grenze im ehemaligen Zollpavillon. Dieser wurde in seiner aktiven Zeit für die Zollformalitäten beim Grenzübertritt zwischen Deutschland und Frankreich genutzt und diente den deutschen Zollbeamten als Büro- und Arbeitsraum.

## Wirtschaft und Infrastruktur

### Verkehr
Neulauterburg ist Knotenpunkt der L 540, L 545, L 554 sowie der französischen D 468. Die Lage des Ortes macht ihn zum Durchgangsort für den Individualverkehr. Mittlerweile gibt es auch Unmut, da die Verkehrsbelastung für die Bevölkerung immer mehr zunimmt.

### Tourismus
Neulauterburg liegt im Eurodistrikt PAMINA und verfügt über ein Radwegnetz nach Straßburg, Karlsruhe, Kandel, Scheibenhardt, Steinfeld.